# THE BLACK SWAN
THE BLACK SWAN是日本視覺系樂隊，於2014年3月31日始動，同年6月6日起展開樂團的首次巡演「NEEDLESS x NEEDLESS」，三個月期間共舉行14場演出，足跡遍及東京、仙台、新潟、金沢、名古屋、福岡、廣島、岡山、大阪。2018年5月1日解散。

## 成員
ㄦ-JIN-（主唱）
樂團經歷︰→ ネガ → NEGA → THE BLACK SWAN
生日：4月6日
出生地︰靜岡縣
樹-ITSUKI-（吉他手）
樂團經歷︰→ オリガミ → THE BLACK SWAN
生日：10月16日
出生地︰長野縣
誠-MAKOTO-（吉他手）
樂團經歷︰→ ReivieЯ → (DEATH PROJECT) → ReivieЯ → ドップラー → THE BLACK SWAN
生日：7月10日
出生地︰千葉縣
RENA（貝斯手）
樂團經歷︰→ Vior gloire → THE BLACK SWAN
生日：10月27日
出生地︰鳥取縣米子市 
煉-LEN-（鼓手）
樂團經歷︰→ THE BLACK SWAN (煉) → DADAROMA (諒平)
生日：5月30日
出生地︰秋田縣

## 成員經歷
鼓手煉在2015年8月底，在自家後院撿到只有手掌大小而且眼睛都還沒睜開的初生小貓，煉在Twitter上公開小貓的事情和寫真後，意外爆紅。原本煉的Twitter只有4,000多人在追蹤，也因為小貓而暴增到80,000多人。被取名為「虎徹」的小貓越來越受到歡迎，甚至還和主人一起在電視節目中登場、開攝影展；煉還將他和虎徹相遇的故事、虎徹的成長紀錄和寫真結集成《煉與虎徹》一書，於2016年3月出版。

## 作品列表[5]

### 單曲
- 2014.10.15 發行首張單曲《THE HOPELESS》
- 2015.03.11 發行第二張單曲《失愛と依存、その感触》
- 2015.08.26 發行第三張單曲《赫音》
- 2016.10.19 發行第四張單曲《PERSONA》
- 2017.03.08 發行第五張單曲《RAGE》

### 其他單曲
- 2014.06.06《黒聴》（會場限定）
- 2014.09.11《I SOLATION》（免費派發）
- 2015.02.27《MIRROR,MIRROR》（免費派發）

### 專輯
- 2016.01.05《OUSIA-dispersed-》（免費派發）
- 2016.04.27 發行首張正規專輯《OUSIA》

### 精選專輯
- 2014.12.24《DEEP MORE DEEP #2》
- 2015.03.25《REVISION UNDERWEAR》
- 2015.08.19《Agitation Clysis～Integrity～》